# Breaking the Silence

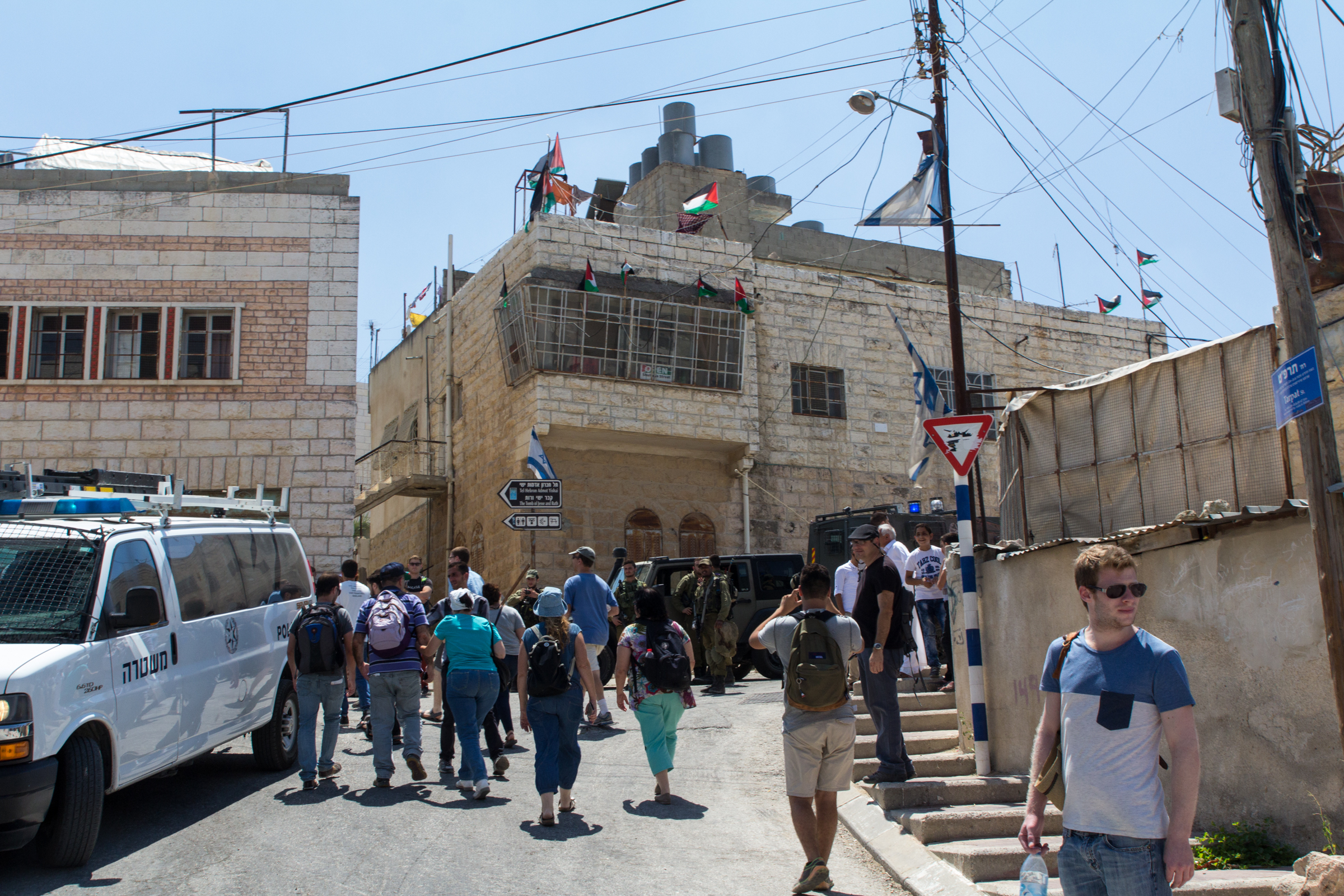
BtS rondleiding in Hebron, bij Tel Rumeida tegengehouden door kolonisten, 2015

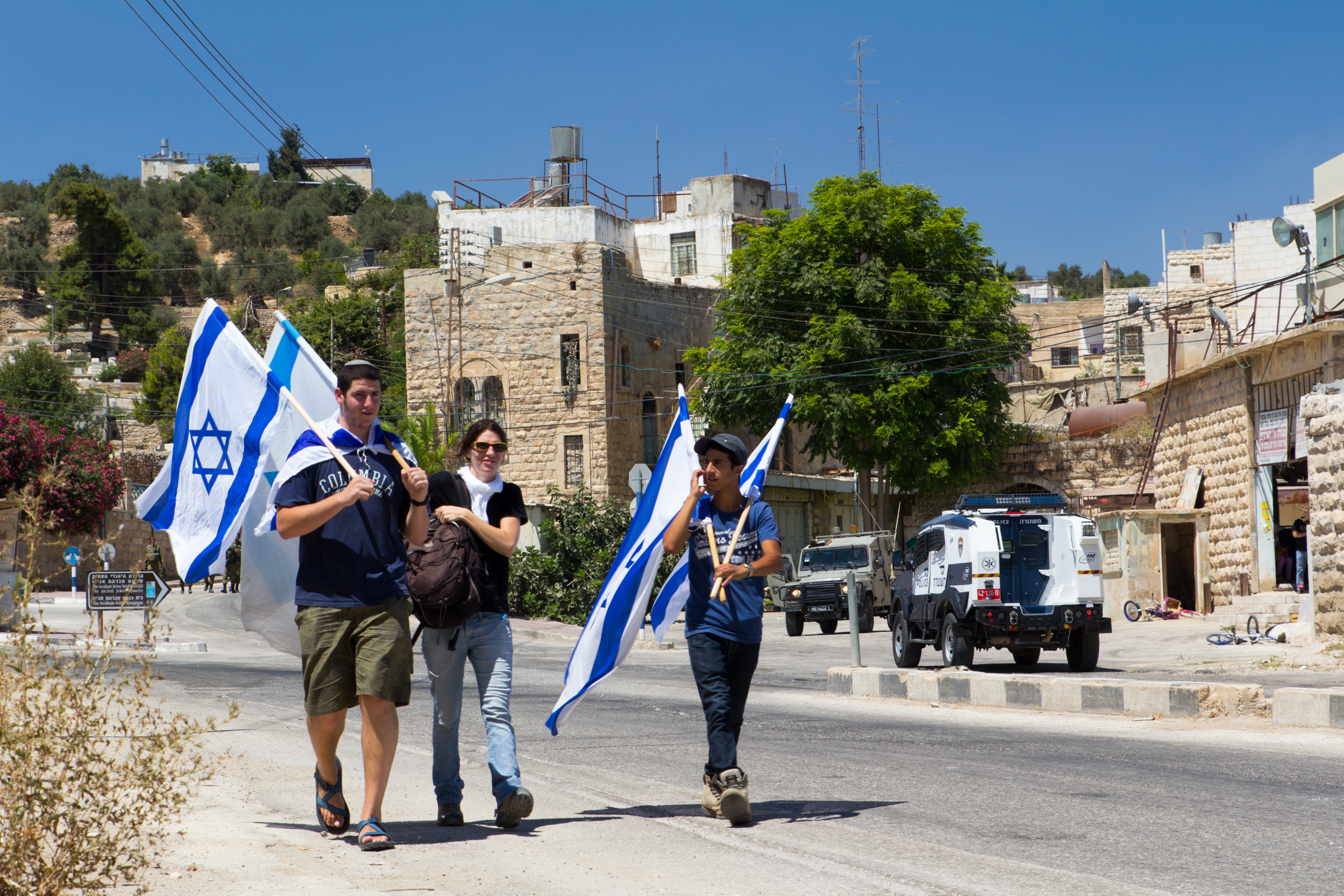
'Begeleiding' van vertegenwoordigers van de kolonisten tijdens de rondleiding van BtS in Hebron, 2015

Breaking the Silence (BtS) (Hebreeuws: שוברים שתיקה, Shovrim Shtika; 'Verbreken van het stilzwijgen') is een Israëlische organisatie die steun biedt aan klokkenluiders over het optreden van het leger (IDF) in de door Israël bezette gebieden. Dit zijn doorgaans soldaten die in de bezette gebieden gediend hebben en uit gewetensnood willen getuigen van schendingen van de rechten van de Palestijnse bevolking door het militaire bestuur, of hebben deelgenomen aan militaire operaties door het leger in die gebieden. De NGO is in maart 2004 in Jeruzalem opgericht door veteranen van de IDF. De organisatie heeft kantoren in Tel Aviv en West-Jeruzalem.
Om de dagelijkse werkelijkheid van de militaire aanwezigheid in de bezette gebieden in de publiciteit brengen, interviewt de organisatie mannen en vrouwen die sinds het uitbreken van de Tweede Intifada in september 2000 in het Israëlische leger dienen en dienden. De getuigenissen worden gepubliceerd in druk, online en via de media. BtS verzorgt ook rondleidingen door Hebron en de regio, (South Hebron Hills), om de realiteit van de bezetting daar te tonen.

## Doel
Breaking the Silence (BtS) is een organisatie die bekendheid wil geven aan de ervaringen van IDF-veteranen tijdens hun diensttijd. De groep werd in 2004 opgericht door soldaten die tijdens de Tweede Intifada in Hebron hadden gediend. Als klokkenluiders stellen de ex-soldaten in getuigenissen door het leger gepleegde schendingen van de mensenrechten aan de kaak.
BtS zegt het algemene publiek te willen confronteren met de dagelijkse realiteit van de bezetting en het militaire bestuur over de Palestijnse bevolking in de bezette Palestijnse gebieden. Daartoe publiceert zij getuigenissen van soldaten die in de bezette gebieden gediend hebben, met als doel een algemene oppositie tegen de bezetting te genereren via een publiek debat over de morele prijs die de Israëlische samenleving betaalt voor het instandhouden van deze bezetting.
De doelstelling daarbij is om zoveel mogelijk mondeling, schriftelijk en fotomateriaal te verzamelen om daarmee de werkelijkheid van de militaire operationele methoden in de bezette gebieden openbaar te maken en daarmee de discussie over de bezetting op gang te brengen. Tevens wil de organisatie de relatie van de kolonisten uit de Israëlische nederzettingen met de militairen aan het licht brengen.
BtS heeft sinds 2004 meer dan 1200 getuigenissen verzameld, de meeste daarvan anoniem. De anonimiteit is gewaarborgd om de getuigen te beschermen, maar biedt het leger en andere critici daardoor de ruimte om de nauwkeurigheid ervan te betwisten. De getuigen vertegenwoordigen alle lagen van de Israëlische samenleving en bijna alle legereenheden die in de bezette gebieden actief zijn. De getuigenissen worden door de soldaten uit eigen beweging afgelegd, en veel getuigen willen anoniem blijven. De organisatie besteedt zorg aan de kwaliteit van de interviews en doet onderzoek, vergelijkbaar met de nauwkeurigheid van onderzoeksjournalisten van grote kranten. Getuigenissen die niet of onvoldoende onderbouwd kunnen worden, worden niet gepubliceerd.

## Werkwijze
Naast het verzamelen en publiceren van getuigenissen, verzorgt BtS ook rondleidingen door Hebron/Al Khalil en andere Palestijnse plaatsen in de regio voor geïnteresseerden, met name toeristen. Breaking the Silence organiseert ook bijeenkomsten en discussies in jongerenclubs, scholen, universiteiten en privé bij mensen thuis om een netwerk op te zetten waarin betrokkenen "de stilte kunnen verbreken". De rondleidingen ondervinden regelmatig tegenwerking van Israëlische kolonisten, die de rondleidingen volgen waarbij ze zich gesteund weten door Israëlische militairen ter plaatse.
Er worden ook fototentoonstellingen georganiseerd, lezingen gegeven en opgenomen documentaires vertoond. In juni 2004 werd door Breaking te Silence in Tel Aviv een tentoonstelling over Hebron georganiseerd met zo'n zestig schriftelijke getuigenissen en foto's van ex-militairen van het Israëlische leger over hun militaire diensttijd in die stad op de Westelijke Jordaanoever. De tentoonstelling toonde onder meer talrijke foto's van vandalisme en graffiti met racistische en fascistische ondertonen door Israëlische kolonisten. De tentoonstelling werd door meer dan 6000 mensen bezocht. Op 23 juni werd de galerie door de Israëlische militaire politie gesloten in beslag genomen, en de vijf soldaten die deze opgezet hadden werden voor ondervraging meegenomen. Een woordvoerder van het leger gaf als reden dat ze willen kijken of er bewijzen waren van misdaden tegen Palestijnse inwoners van Hebron en vernieling van Palestijnse bezittingen
In november en december 2019 organiseerde (BtS) in Tel Aviv een foto-expositie van 52 IDF-veteranen, onder de titel EXPOSE[D]. Bijna de helft van de getoonde klokkenluiders trad zo voor het eerst in de openbaarheid met onthulling van naam en gezicht (een van de betekenissen van de titel EXPOSE[D]).

## Reacties vanuit Israël
Breaking the Silence wordt in Israël heel vaak bespot. Personen die tegen de bezetting zijn of het leger bekritiseren worden volgens BtS-fotograaf Quique Kierszenbaum verraders en spionnen genoemd. BtS-leden worden soms persoonlijk aangevallen en hun leven verandert dramatisch door de vele beschuldigingen en intimidaties die ze van rechts-politieke partijen, personen en groepen krijgen te verduren. Hun kantoor is al eens in brand gestoken, en ook daarbinnen wordt personeel aangevallen en bedreigd.
De organisatie en de klokkenluiders wordt door het politieke midden en vanuit rechtse hoek verguisd en als verraders beschouwd. Behalve kritiek en aanvallen van rechtse groeperingen komen die ook van de Israëlische premier Benjamin Netanyahu en van ministers van Israël. De linkse partij Meretz staat positief tegenover BtS en ziet hen als bewakers van het menselijke gezicht van een samenleving en leger. Partijvoorzitter Yair Lapid van Yesh Atid, die zich ook zeer negatief over BtS uitliet, richtte in 2015 een legergroep op die als tegengeluid positieve verhalen over het leger moet verspreiden.
Op beschuldigingen als zouden ze militaire geheimen prijsgeven, reageert Breaking the Silence met te zeggen dat zij elke getuigenis vóór openbaarmaking voorleggen aan de militaire censor van het IDF.
Via de Israëlische media wordt desinformatie verspreid en campagne gevoerd tegen de kantoren, de stafleden en enkele van hun verwanten. Ook tegen eigenaars van gelegenheden waar bijeenkomsten of exposities van BtS plaatsvinden worden maatregelen genomen.

## Tegenwerking

### Tegenwerking door de Israëlische overheid
Sinds december 2015 worden veteranen van Breaking the Silence door minister van Defensie Moshe Ya'alon van legerbases geweerd en door de minister van Onderwijs Naftali Bennett van openbare scholen. Het werd de groep verboden met dienstplichtigen te communiceren. In juli 2018 nam de Knesset een wet aan, gemeenzaam aangeduid als de "Breaking the Silence-wet", waarmee kritische groepen als BtS ook op grond van de wet uit scholen geweerd kunnen worden.
In 2016 probeerde de Israëlische militaire politie door een verzoek aan de rechtbank de identiteit van een getuige openbaar te doen maken, omdat die getuigenis de verdenking opriep van een oorlogsmisdrijf tijdens de militaire operatie in Gaza in 2014.
Op voorstel van minister van Justitie Ayelet Shaked werd in juli 2016 de NGO Funding Bill, de zogenoemde 'Transparency Wet' door de Knesset aangenomen, waarmee het voor (linkse) NGO's, vanwege hun kritiek op de Israëlische politiek moeilijker wordt om geld te ontvangen van buitenlandse regeringen. Ook Breaking the Silence is daarvoor op de Israëlische 'Zwarte lijst' gezet. Rechtse Israëlische NGO's, zoals kolonistenorganisaties, krijgen evenwel ook geld uit het buitenland, maar dat komt voornamelijk van individuele donoren, wat niet onder deze wet valt.

### Infiltraties en undercover-operaties
In 2015 werd Knesset-lid Oren Hazan ervan beschuldigd, als lid van de extreemrechtse kolonisten-organisatie Samaria Citizens Committee tegenover Breaking the Silence undercover valse getuigenissen te hebben afgelegd over Israël's militaire 'Operation Protective Edge' in Gaza in 2014. Hazan bevestigde de valse verklaringen. Hazan werd door BtS ontmaskerd, toen bleek dat hij nooit als soldaat in enige operatie had meegevochten. Samaria Citizens Committee is een extreemrechtse organisatie die Joodse groepen die samenwerken met de Palestijnen vergelijken met de nazi's.
In maart 2016 kwam aan het licht dat de, door Joodse en Israëlische donoren gefinancierde, extreemrechtse activistengroep Ad Kan (d.i. 'no more') in Breaking the Silence was geïnfiltreerd. Met verborgen camera's filmen infiltranten van deze NGO de activiteiten van pro-Palestijnse groepen. Het populaire Israëlische tv-kanaal Channel 2 rapporteerde over talrijke ongepubliceerde getuigenissen van Breaking the Silence, die twee jaar lang undercover waren verzameld door infiltranten van Ad Kan. Ad Kan maakte ook video's van het verzamelen van getuigenissen. Minister Moshe Ya'alon beschuldigde daarop Breaking the Silence van het illegaal verzamelen van informatie over militaire operaties en van landverraad. Hij gaf enkele dagen na de uitzending opdracht tot een onderzoek.
Belangrijke figuren van het Israëlische leger en de veiligheidsdienst Shin Bet spraken zich uit ter verdediging van Breaking the Silence. Voormalig bevelhebber en plaatsvervangend Mossad-chef Amiram Levin verklaarde dat maatregelen om Breaking the Silence het zwijgen op te leggen het IDF zouden schaden en verzwakken. Voormalig directeur Yuval Diskin van Shin Bet stond achter Breaking the Silence. Hij zei dat het belangrijk was om groepen te hebben die mensenrechten beschermen.
In juni 2016 diende Ad Kan een officiële aanklacht in tegen BtS op beschuldiging van spionage en landverraad. Ook beweerde Ad Kan, dat BtS spionnen in de Civil Administration zou hebben gesluisd. De landsadvocaat concludeerde na 8 maanden echter dat de beschuldigingen allemaal ongegrond waren. Een maand later, op 30 maart 2017, ging Ad Kan tegen deze beslissing in beroep. Pas in februari 2019 verwierp de Advocaat-Generaal het beroep en besliste om geen strafrechtelijk onderzoek in te stellen.
BtS heeft de namen gepubliceerd van vier mollen van Ad Kan, die valse getuigenissen hadden afgelegd om de organisatie in diskrediet te brengen. Zij trachtten BtS geclassificeerde militaire informatie te laten verspreiden, om ze daarna valselijk te criminaliseren. Geen enkele van de valse verklaringen is gepubliceerd. BtS schrijft ook over pogingen van mollen van Ad Kan, om een wig te drijven tussen Israëli's en Palestijnen, door verhalen te fabriceren over seksueel lastigvallen van Joodse vrouwen door Palestijnse mannen bij bushaltes. BtS zegt dat de betreffende vrouwen eveneens mollen van Ad Kan waren. Ze zeggen dat Ad Kan onderdeel is van Samaria Citizens Committee, die achter deze campagne zou hebben gezeten.